# Amblyornis macgregoriae
Amblyornis macgregoriae là một loài chim trong họ Ptilonorhynchidae.